# 5685 Sanenobufukui
5685 Sanenobufukui è un asteroide della fascia principale. Scoperto nel 1990, presenta un'orbita caratterizzata da un semiasse maggiore pari a 2,8002489 UA e da un'eccentricità di 0,0936350, inclinata di 7,71676° rispetto all'eclittica.